# Абакаров, Сайпула Магомедович
Сайпула́ Магоме́дович Абака́ров (22 сентября 1935, Дагбаш, Кахибский район, ДАССР — 10 декабря 2014, Кизилюрт, Республика Дагестан) — бригадир бетонщиков строительства Чирюртовской ГЭС, Герой Социалистического Труда. Аварец по национальности.

## Биография
Родился в с. Дагбаш Кахибского района (ныне Шамильский район) ДАССР. Его отец — Магомед Абакаров был участником ВОВ, погиб в 1944 году.
После службы в Советской Армии с 1957 г. работал на строительстве Чирюртской ГЭС плотником, бетонщиком, электросварщиком, бригадиром комплексной бригады на строительстве плотины, отводящего канала и здания станции.
28 мая 1960 года на слёте ударников коммунистического труда в Москве Сайпуле Магомедовичу Абакарову было присвоено высокое звание Героя Социалистического Труда.
После завершения строительства Чирюртской ГЭС перешёл в Кизилюртское строительно-монтажное управление УС «Чиркейгэсстрой», там работал плотником, бетонщиком, электросварщиком, с 1969 г. — мастером, прорабом, начальником участка.
В 1969 году Сайпула Абакаров был избран депутатом Верховного Совета СССР, а в 1974 году депутатом Верховного Совета Дагестанской АССР. Неоднократно избирался в Кизилюртовский горсовет.
10 декабря 2014 года Сайпула Абакаров умер после продолжительной болезни.

## Награды и звания
- Герой Социалистического Труда
- Орден Ленина
- Медаль «Ветеран труда»